# Multi-Language User Interface
Multi-Language User Interface eller Multilanguage User Interface (förkortat MUI) är ett programpaket innehållande språk (paket med språkgränssnitt). Man kan använda ett LIP-paket till Microsoft Office för att få programmet översatt till exempelvis Punjabi, Tamil eller isiZulu. Språk som inte levereras med Office-installationen men som kan hämtas separat.